# Taiki Hirato
Taiki Hirato (平戸 太貴?, Hirato Taiki; Hitachinaka, 18 aprile 1997) è un calciatore giapponese, centrocampista del Kyoto Sanga.

## Palmarès

### Club

#### Competizioni nazionali
- Campionato giapponese: 1

Kashima Antlers: 2016
- Coppa dell'Imperatore: 1

Kashima Antlers: 2016